# Alp
Alp, Girona település Spanyolországban, Girona tartományban. Alp Das, Fontanals de Cerdanya, Puigcerdà, Toses, Castellar de n’Hug, Bagà és Palau-de-Cerdagne községekkel határos. Lakosainak száma 1728 fő (2024).

## Népesség
A település népessége az elmúlt években az alábbi módon változott:
| Lakosok száma | 263  | 565  | 567  | 664  | 894  | 1315 | 1735 | 1661 | 1580 | 1728 |
|               | 1717 | 1887 | 1936 | 1960 | 1986 | 2004 | 2009 | 2014 | 2019 | 2024 |